# Gaspard Paulin de Clermont-Tonnerre
Gaspard-Paulin de Clermont-Tonnerre, 4e duc de Clermont-Tonnerre, né le 23 août 1750 à Noisy-le-Grand et mort le 13 juillet 1842 au château de Glisolles, est un général de l'armée de Condé durant la Révolution française.

## Biographie

### Origines familiales
Il est le fils de Henri de Clermont-Tonnerre (1720-1794), comte de Clermont-Tonnerre, puis deuxième duc de Clermont-Tonnerre et pair de France, lieutenant général, et commandant en chef de la province de Dauphiné ; et d'Anne Le Tonnelier de Breteuil (1716-1793), fille de François-Victor Le Tonnelier de Breteuil, ministre de la Guerre de Louis XV.
Son frère, l'évêque Jules de Clermont-Tonnerre, est élu député des États généraux en 1789 au titre du clergé. Pendant la Révolution, son père est guillotiné à Paris et son autre frère Gaspard, fusillé à Lyon.

### Carrière militaire
Gaspard-Paulin de Clermont-Tonnerre est maître de camp du régiment Royal-Champagne, puis colonel du Royal-Guyenne à partir de 1780. Le régiment Royal-Guyenne est formé en 1779 avec des escadrons des chevau-légers attachés aux régiments de cavalerie, il devient l'Orléanais cavalerie en 1784, avant de reprendre son nom originel en 1788.
Les soldats de son régiment sont patriotes, mais le 1er janvier 1792, treize officiers émigrent, Gaspard-Paulin de Clermont-Tonnerre en tête, parce qu'ils ne veulent pas combattre contre les émigrés. Selon d'autres sources, ce sont la journée du 10 août 1792 et les massacres de Septembre qui le poussent à émigrer. Quoi qu'il en soit, il est inscrit le 21 novembre 1792 sur la liste des émigrés du district de Neufchâteau. La publication du décret du 23 octobre 1792 fait que, banni à perpétuité du territoire de la République, il n'a plus, le 14 novembre, le droit de réclamer les biens substitués.
En 1795, l'armée de Condé compte huit nouveaux régiments qui prennent les noms de leurs colonels. Les dragons de Clermont-Tonnerre sont un régiment de cadres. À Messenheim, en 1796, sur les bords du Rhin, le duc d'Enghien repousse les républicains. Il y a dans un bois un combat très vif, où les dragons de Clermont-Tonnerre et ceux de Fargues, non montés, sont impliqués à l'avant-garde.
Du fait de multiples combats, les effectifs deviennent insuffisants pour continuer à parler de régiment. Après les campagnes de 1795 et 1796, les dragons de Clermont-Tonnerre sont incorporés dans le régiment du Dauphin,.

### Retraite
Gaspard-Paulin de Clermont-Tonnerre survit aux guerres et aux révolutionnaires, il voit la proclamation de l'Empire. Avec la Restauration, bien qu'il ne soit plus en activité, il est nommé lieutenant général des armées du roi le 23 juin 1814. Il est créé prince romain le 12 décembre 1823 (titre confirmé le 1er août 1911, mais non autorisé en France). Il est aussi grand-croix de Saint-Louis en 1823 et pair de France. Il est aussi l'un des derniers chevaliers de l'ordre de Saint-Lazare. Il est classé fils et héritier du propriétaire dépossédé et touche des indemnités importantes. 
En 1837, il devient le quatrième duc de Clermont-Tonnerre en succédant à son neveu Aynard de Clermont-Tonnerre, mort sans postérité. 
Gaspard-Paulin de Clermont-Tonnerre meurt le 13 juillet 1842 au château de Glisolles, où il a passé une grande partie de ses dernières années.

### Mariage et descendance
Gaspard-Paulin de Clermont-Tonnerre se marie à Paris, le 29 janvier 1779, avec Anne Marie Louise Bernard de Boulainvilliers (1758-1781), fille d'Anne Henri Gabriel Bernard de Boulainvilliers, président au Parlement de Paris, et de Marie-Madeleine d'Hallencourt de Boulainvilliers. Elle est l'arrière-petite-fille du financier et banquier Samuel Bernard et également l'arrière-petite-fille de l'historien et écrivain Henri de Boulainvilliers. Elle meurt en couches deux ans après leur mariage. Ils ont pour enfants  :
- Gaspard de Clermont-Tonnerre (1779-1865), 5e duc de Clermont-Tonnerre, lieutenant général des armées du roi puis ministre, marié en 1811 avec Charlotte Mélanie de Carvoisin d'Achy (1791-1874), dont postérité ;
- Gabrielle de Clermont-Tonnerre (1781-1847), mariée en 1802 avec Auguste Léonor Victor du Bosc, marquis de Radepont, pair de France (1776-1847), dont postérité.

## Sources
- « Gaspard Paulin de Clermont-Tonnerre », dans Adolphe Robert et Gaston Cougny, Dictionnaire des parlementaires français, Edgar Bourloton, 1889-1891 [détail de l’édition]
- Georges Martin, Histoire et généalogie de la Maison de Clermont-Tonnerre, 2004, Lyon, l'auteur, 268 p., p. 67-69.